# Јован Ивановић
Јован Ивановић (румунски: Iosif Ivanovici,Ion Ivanovici такође: Josef Ivanovich) био је вођа војног оркестра и румунски композитор српског порекла.

## Биографија
Јован Ивановић је рођен 1845. године у Темишвару, тадашњој Аустроугарској, данас Румунија. Његово интересовање за музику почиње након што је научио да свира флауту коју је добио још као дете. Касније приступа 6. армијском пуку, где је научио да свира кларинет. Његов таленат за музику ускоро га је довео до тога да постане један од најбољих музичара у пуку, и наставио је да учи са Емилом Лером, једним од најзначајнијих музичара друге половине 19. века. Ивановић касније постаје вођа оркестра и обилази целу Румунију. У 1900. години постављен је за Инспектора војне музике, и на том положају је остао све до смрти (1902).
Иако је Ивановић данас познат по свом валцеру „Таласи Дунава” (Donauwellen на немачком језику), током свог живота компоновао је преко 350 композиција, а његови радови су објављени у преко 60 земаља. Године 1889. Ивановић је освојио награду за марш на Светској изложби у Паризу, између 116 радова. Умро је у Букурешту 1902. године.
Немачки часопис Die Musik је 1903. године прогласио Ивановића краљем румунских валцера. Глумица Марлен Дитрих је 1931. године интерпретирала на клавиру његов валцер Таласи Дунава, док су певачи Френк Синатра и Том Џоунс изводили нумере које представљају варијације Таласа Дунава.
Постхумно је именован за почасног грађанина Темишвара у присуству његовог праунука Андреја Ивановића, који је успешни међународни пијаниста класичне музике.

## Одабрана дела
- Таласи Дунава
- Серенада
- Сувенир из Москве